# Default (software)
Default, defaultwaarde, verzuimwaarde, standaardinstelling, standaardwaarde of verstekwaarde is een term die aangeeft dat een vooraf ingestelde waarde gegeven wordt aan een variabele als de gebruiker van de software zelf geen waarde invoert.
Doorgaans gaat het dan om een waarde die voor de hand ligt. Voorbeelden:
- bij een internethandel het aantal aangekochte verpakkingen, namelijk 1;
- een waarde die verbonden is met het tijdstip waarop een handeling wordt uitgevoerd; bijvoorbeeld boeking van een treinreis: de datum "vandaag";
- een waarde die eigen is aan de gebruiker, bijvoorbeeld de login-naam of een daaraan verbonden eigenschap.

Dit is gebruiksvriendelijk: als de gebruiker de defaultwaarde wenst bespaart het de moeite deze in te vullen, en in gevallen waarin een verkeerde keuze geen consequenties heeft en de actie direct herhaald kan worden met nieuwe waarden (zoals bij het opvragen van gratis informatie met een korte responstijd) is het handig als het programma alvast zo veel mogelijk iets zinvols doet, in plaats van het geven van een foutmelding.
Op een boekingwebsite staan soms extra's standaard aangevinkt, die moeten dan uitgevinkt worden als men ze niet wil. Soms zijn er regels die zulke praktijken verbieden, bijvoorbeeld als het gaat om duistere patronen.